# Bamazomus madagassus
Espèce
Synonymes
- Schizomus madagassus Lawrence, 1969

Bamazomus madagassus est une espèce de schizomides de la famille des Hubbardiidae.

## Distribution
Cette espèce est endémique de Madagascar. Elle se rencontre dans la Montagne des Français.

## Étymologie
Son nom d'espèce lui a été donné en référence au lieu de sa découverte, Madagascar.

## Publication originale
- Lawrence, 1969 : The Uropygi (Arachnida: Schizomidae) of the Ethiopian Region. Journal of Natural History, vol. 3, p. 217-260.